# Jaroslav Berka
Jaroslav Berka (* 15. září 1987) je český florbalový trenér a bývalý hráč. Jako trenér mužské reprezentace je vicemistr světa z roku 2022. Jako bývalý trenér juniorské reprezentace je dvojnásobný mistr světa z let 2019 a 2021. Jako hráč je vicemistr Česka z roku 2007.

## Klubová kariéra
Berka začínal s florbalem v klubu Torpedo Havířov. Za muže v nejvyšší soutěži poprvé nastoupil v sezóně 2006/2007, kdy Havířov získal vicemistrovský titul a druhé místo v Poháru. Za tým odehrál ještě následující sezónu.
V roce 2008 odešel studovat do Prahy a začal hrát za klub AC Sparta Praha, který se právě po třech sezónách v 1. lize vrátil do Extraligy. Ve Spartě odehrál následující tři sezóny, než opět sestoupili do 1. ligy. Jako hráč vynechal následující ročník, ve kterém Sparta opět postoupila zpět do nejvyšší soutěže. V klubu ale trénoval děti a mládež. Po další sezóně 2012/2013 ukončil hráčskou kariéru a stal se hlavním trenérem mužů, kterým byl čtyři roky. Pod jeho vedením se Sparta třikrát po sobě probojovala do čtvrtfinále. V klubu získal i pozici sportovního ředitele, kterým byl do konce roku 2021, kdy se stal hlavním trenérem reprezentace.

## Reprezentační kariéra
Berka v roce 2015 získal pozici asistenta trenéra Jiřího Jakoubka u juniorské reprezentace. V této roli získal nejprve bronz na Mistrovství v roce 2017. Na následujícím šampionátu v roce 2019 vyhráli první české reprezentační zlato. Následně se stal hlavním trenérem a s juniory na Mistrovství v roce 2021 v Brně mistrovský titul obhájili.
Na konci roku 2021 nahradil Petriho Kettunena na pozici hlavního trenéra mužské reprezentace a zároveň se stal jejím sportovním manažerem. Na své první akci v této roli na Světových hrách 2022 dovedl český tým k bronzu a na následném Euro Floorball Tour (EFT) ke třetímu vítězství v zápase proti Švédsku a druhému celkovému vítězství na turnaji v historii.
Jako trenér pokračoval i na Mistrovství světa v roce 2022, kde Česko získalo po 18 letech druhou stříbrnou medaili. Mimo to v zápase ve skupině tým vybojoval první remízu se Švédskem na mistrovství v historii.
V listopadu 2023 tým pod jeho vedením potřetí vyhrál turnaj EFT, na kterém porazil dosud nejvyšším rozdílem 12:8 Švédsko a jako první v historii jim nastřílel dvoumístný počet branek.
Na šampionátu v roce 2024 získal bronz a tím se stal prvním českým trenérem, který tým dovedl ke dvěma medailím po sobě, i když samotné třetí místo nebylo považováno za úspěch.
| Umístění | Soutěž                                                          |
| -------- | --------------------------------------------------------------- |
|          | Mistrovství světa ve florbale do 19 let 2017 (asistent trenéra) |
|          | Mistrovství světa ve florbale do 19 let 2019 (asistent trenéra) |
|          | Mistrovství světa ve florbale do 19 let 2021 (hlavní trenér)    |
|          | Florbal na Světových hrách 2022 (hlavní trenér)                 |
|          | Mistrovství světa ve florbale 2022 (hlavní trenér)              |
|          | Mistrovství světa ve florbale 2024 (hlavní trenér)              |